# Аземмур

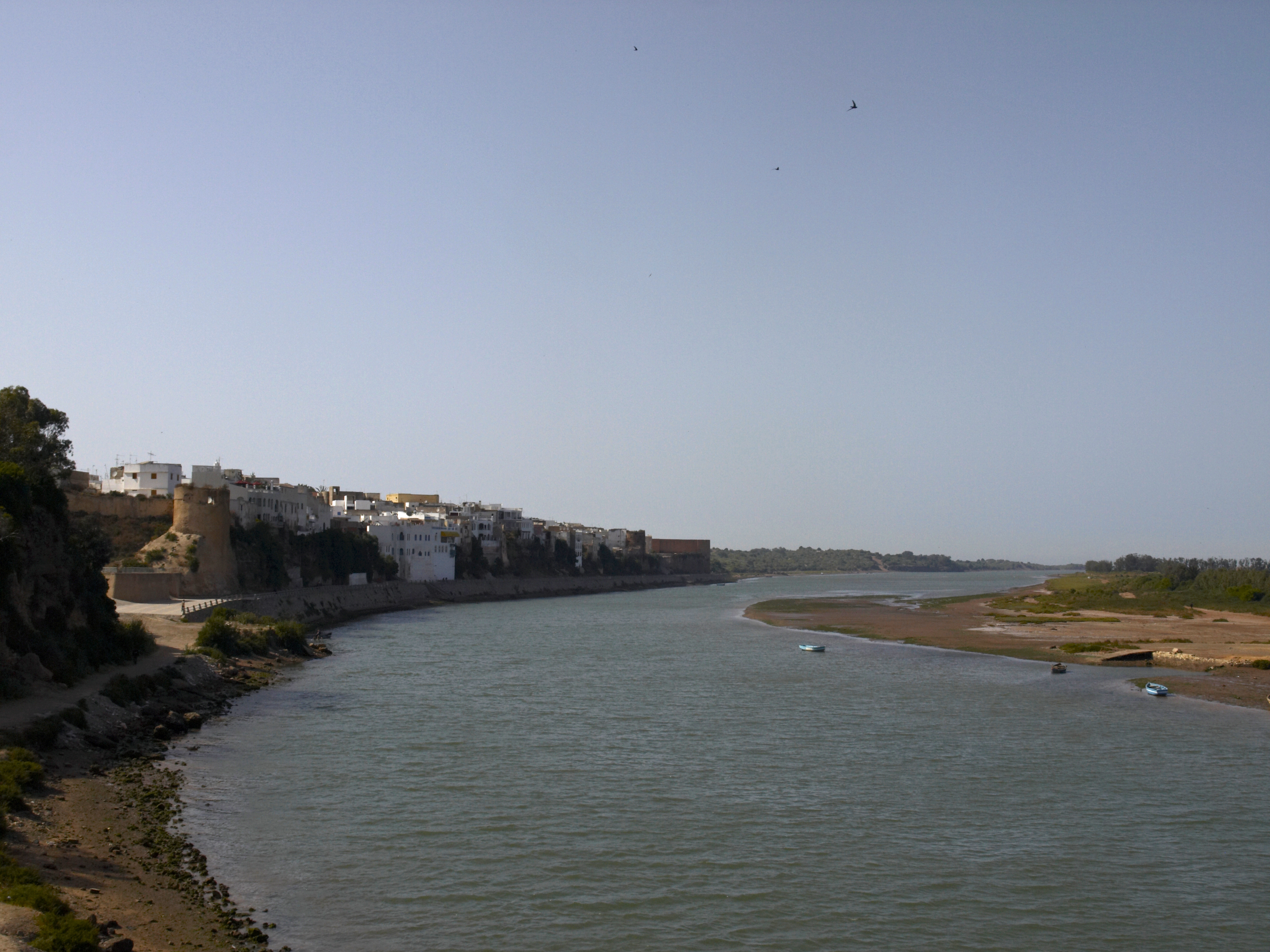
Аземмур с реки Умм-эр-Рбия

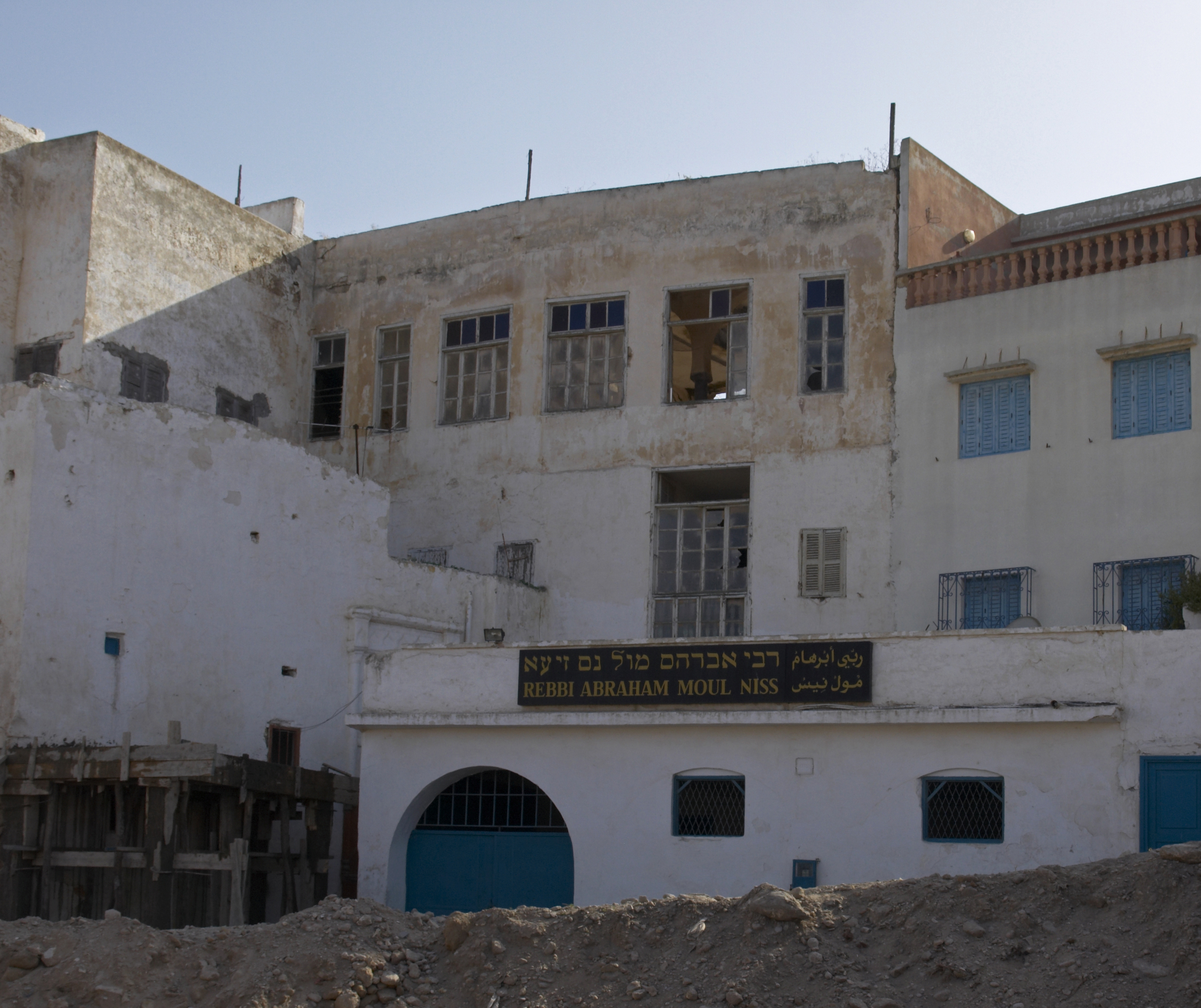
Заброшенная синагога в Аземмуре

Аземму́р (араб. أزمور‎, Азимур) — город в Марокко. Расположен на левом берегу реки Умм-эр-Рбия недалеко от её впадения в Атлантический океан, в 16 км северо-восточнее Эль-Джадиды и в 72 км юго-западнее Касабланки. Название происходит от берберского azemmur — оливковые деревья. В городе сохранилась средневековая медина, обнесённая стеной с четырьмя воротами.
Дата основания города неизвестна, более того, неизвестно, возник ли он в финикийские или римские времена, или был основан берберами. Город был исламизирован в 667 году. В дальнейшем он постоянно находился в зависимости от различных магрибских государств, в частности, в 1144 году был разрушен Альморавидами как этап их соперничества с Альмохадами. В это же время в Аземмуре жил мусульманский богослов Аль-Шуайб, после своей смерти в 1176 году считающийся покровителем города. В 1252 году город попал под власть Меринидов, в 1362 году впервые укреплён, в 1374 году попал в зависимость от Ваттасидского султаната со столицей в Фесе. В 1461 году Аземмур снова был укреплён.
Начиная с 1480 года, на Аземмур, находящийся в устье одной из крупнейших рек Магриба и потому имеющий важное стратегическое значение, начали нападать европейцы, сначала испанцы, а в 1481 году город захватили португальцы. Жители Аземмура были объявлены вассалами португальского короля Жуана II Совершенного и принуждены платить Португалии дань. Принадлежность этой части Марокко Португалии была подтверждена Тордесильясским договором в 1497 году. В 1513 году город отказался платить дань, после чего португальцы выслали карательную экспедицию на пятистах судах во главе с герцогом Браганским. Среди солдат был Фернандо Магеллан. Португальский флот занял город без сопротивления. Аземмур снова был укреплён, а в городе размещён португальский гарнизон. В 1541 году вследствие экономических трудностей португальцы были вынуждены оставить город. После этого город попал под власть саадитов, затем в зону французского протектората, и полностью потерял всякое экономическое и стратегическое значение.
В Аземмуре традиционно сохранялось большое еврейское население, в полном составе эмигрировавшее в Израиль в 1967 году в результате гонений, последовавших сразу после Шестидневной войны.